# 徐庭綬
徐庭綬（1557年—？），字公綰，號懷龍，江西廣信府上饒縣人，民籍，明朝政治人物。

## 生平
萬曆七年（1579年）己卯科鄉試十五名，萬曆十四年（1586年）丙戌科會試七十四名，登三甲第二百六十四名進士。刑部观政，

## 家族
曾祖徐銍；祖父徐文勝；父徐世寵，曾任庠生。母鄭氏。永感下。兄庭槐（知县）、庭竹（順天通判）、庭吉、庭光。弟庭章（庠生）、庭和（庠生）。